# Mise en bière (film)
 (décembre 2023).
Pour les articles homonymes, voir Beer.
Pour plus de détails, voir Fiche technique et Distribution.
Mise en bière (Beer) est un film américain réalisé par Patrick Kelly, sorti en 1985.

## Synopsis
Afin de concurrencer à nouveau le marché, une marque de bière entend redynamiser son image via la publicité en engageant trois Américains moyens à la complicité évidente.

## Fiche technique
- Titre original : Beer
- Titre français : Mise en bière
- Réalisation : Patrick Kelly
- Scénario : Allan Weisbecker
- Musique : Bill Conti
- Photographie : Bill Butler
- Montage : Alan Heim
- Production : Robert Chartoff
- Société de production et de distribution : Orion Pictures
- Pays :  États-Unis
- Langue : Anglais
- Format : Couleur - 35 mm - 1.85:1
- Genre : Comédie
- Durée : 82 min

## Distribution
- Loretta Swit : B.D. Tucker
- William Russ : Merle Draggett
- David Alan Grier : Elliott Morrison
- Saul Stein : Frankie Falcone
- Rip Torn : Buzz Beckerman
- Peter Michael Goetz : Harley Feemer
- Kenneth Mars : A.J. Norbecker
- David Wohl : Stanley Dickler
- A.C. Peterson : John Brolin
- Ren Woods : Mary Morrison
- Dick Shawn : Le présentateur du talk-show
- John Bennes : Lawrence Talbot
- Ray O'Connor : Martin
- David Lipman : Ernie
- Robert Wolberg : Smythe